# Psykedeliska svampar

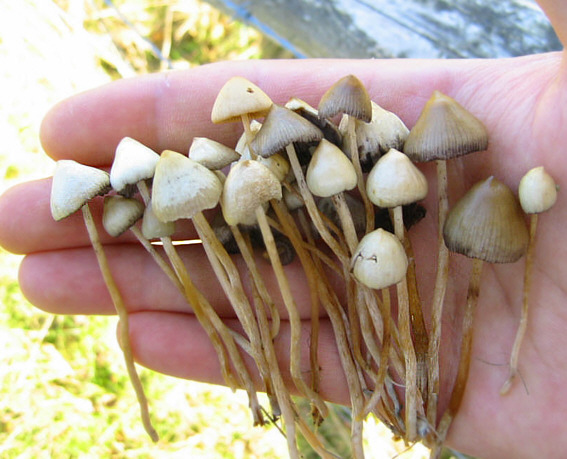
Psykedeliska svampar av arten Psilocybe semilanceata.

Psykedeliska svampar, eller magiska svampar, är psykoaktiva svampar som innehåller psykadelia, till exempel psilocybin, som kan ge en psykedelisk effekt om de konsumeras. Oftast avses svamparter inom släktena Copelandia, Gymnopilus, Inocybe, Panaeolus (brokskivlingar), Pholiotina, Pluteus, och Psilocybe (slätskivlingar), men även arter inom Amanita (flugsvampar) kan räknas in bland de ”magiska svamparna”.

## Användning
Psykedeliska svampar har använts av urinvånare världen över för religiösa ritualer, spådom och andliga upplevelser och blev allmänt kända när deras bruk i Mexico beskrivs i en fotodokumentär i Life Magazine år 1957.
I en undersökning från 2013 konstaterar forskare att det inte verkar finnas något direkt samband mellan intag av psykedeliska svampar och psykisk sjukdom.
Enligt en studie 2020 från Johns Hopkins University i New York kan terapi assisterad av psilocybin hjälpa mot svår depression.

## Psykedeliska svampar i Sverige
I Sverige är de mest använda svamparna toppslätskivling, Psilocybe semilanceata som förekommer vilt, och den odlade ringslätskivlingen, Psilocybe cubensis.
Svampar med psilocybin eller psilocin är narkotikaklassade i Sverige och ingår i förteckning I. Mer specifikt gäller klassningen "svampar som innehåller ämnena psilocybin eller psilocin, om svamparna är framodlade eller om de har torkats eller på annat sätt beretts".
Dessa svampar finns för närvarande inte upptagna som sådana i förteckningarna i internationella narkotikakonventioner, men de aktiva substanserna psilocybin och psilocin ingår i förteckning P I i 1971 års psykotropkonvention.